# وحدة التسليم الرئاسية لرصد التنمية والرقابة
وحدة التسليم الرئاسية لرصد التنمية والرقابة هي وحدة عمل أنشأها الرئيس الإندونيسي سوسيلو بامبانغ يودهويونو للقيام بمهام محددة تتعلق بسلاسة تنفيذ برنامج عمل مجلس الوزراء إندونيسيا الموحدة الثاني. عمل كونتورو مانجكوسوبروتو كرئيس للوحدة المستحدثة، تم تعيينه وتنصيبه في وقت واحد مع مجلس الوزراء الثاني في إندونيسيا. تم إنشاء وحدة التسليم الرئاسية لرصد التنمية والرقابة رسميًا في 8 ديسمبر 2009 بناءً على اللائحة الرئاسية رقم 54 لعام 2009. وحدة التسليم الرئاسية لرصد التنمية والرقابة هو استمرار لوحدة العمل الخاصة برئيس إدارة البرامج والإصلاح.
كانت وحدة التسليم الرئاسية لرصد التنمية والرقابة مسؤولاً بشكل مباشر أمام الرئيس. في أداء واجباته، وحدة التسليم الرئاسية يساعد نائب الرئيس وينسق مع المعلومات الفنية ويحصل عليها من الوزارات والوكالات الحكومية غير الوزارية والحكومة المحلية والأطراف المعنية الأخرى.
تم حل وحدة التسليم الرئاسية رسميًا من قبل الرئيس جوكو ويدودو اعتبارًا من 23 فبراير 2015 بناءً على اللائحة الرئاسية رقم 26 لعام 2015 المادة 40 الفقرة ب. بعض وظائف هذه المؤسسة دمجت مع أمانة مجلس الوزراء ومكتب هيئة الرئاسة.